# Соні Лістон
Чарльз Л. Лістон (англ. Charles L. Liston) більш відомий як Соні Лістон (англ. Sonny Liston; нар. 8 травня 1932, Сенд-Слу, Арканзас, США — пом. 30 грудня 1970, Лас-Вегас, Невада США) — американський професійний боксер, Чемпіон світу у важкій вазі.